# Стефаненко, Иван Денисович
Иван Денисович Стефаненко — советский хозяйственный и политический деятель.

## Биография
Родился в 1922 году в деревне Виленка. Член КПСС.
Окончил Горьковский политехнический институт.
Участник Великой Отечественной войны.
В 1946—1970 гг. — конструктор, председатель завкома профсоюза, секретарь парткома на заводе «Красное Сормово».
В 1970—1974 гг. — первый секретарь Сормовского райкома КПСС города Горького.
В 1974—1987 гг. — первый заместитель председателя Горьковского горисполкома.
В 1987—1996 гг. — председатель Горьковского областного Совета ветеранов (пенсионеров) войны, труда, Вооружённых Сил и правоохранительных органов.
Народный депутат СССР. Делегат XXIII съезда КПСС.
Умер в 1996 году в Нижнем Новгороде.